# Yoshioka Yayoi
Yoshioka Yayoi (吉岡 彌生?; Prefettura di Shizuoka, 29 aprile 1871 – Tokyo, 22 maggio 1959) è stata un medico giapponese.
Assieme a Yang Chongrui fu una dei maggiori esponenti nel mondo asiatico dell'eugenetica. Fu determinante nel combattere la discriminazione di genere nel mondo della medicina.

## Biografia
Yoshioka era figlia di un medico esperto di medicina tradizionale cinese, per il quale sin da giovane iniziò a lavorare come assistente nella clinica di famiglia. Per quanto il suo talento fosse ben evidente, suo padre fu contrario alla sua decisione di intraprendere gli studi di medicina, preferendo per lei il consueto destino di moglie. Solo grazie all'aiuto di suo fratello, nel 1890 intraprese i suoi studi. Una delle poche donne ad esercitare la professione di medico nel periodo Meiji, dopo aver completato gli studi all'Istituto medico Saisei Gakusha nel 1892 inaugurò il proprio ospedale. Nel 1900 fondò il Tokyo Joi Gakkô, la scuola femminile di medicina, divenendo così presidente e direttrice dell'ospedale ad essa affiliato. Nel 1912 divenne presidente dell'Università femminile di medicina di Tokyo (in giapponese: Tokyo Joi Igaku Semnon Gakkô), e nel 1923 fu nominata direttrice dell'ospedale Shiseikai, nonché presidente dell'omonima associazione composta dagli alumni dell'Università femminile di medicina.
A partire dagli anni '30 fu membro dell'Associazione dell'igiene razziale di Tokyo, per la quale pubblicò degli articoli scientifici sulla rivista Minzoku eisei, e divenne presidente della Nihon Joikai, l'associazione delle donne mediche giapponesi. Tra gli altri incarichi figurano quello di presidente dell'Associazione asiatica dei mezzi di sussistenza e quello di consigliere della Società delle donne giapponesi. Ottenne inoltre un incarico presso il Ministero della Salute e del Welfare, dove lavorò fino all'immediato dopoguerra nel 1946. Cinque anni più tardi fu rinominata presidente dell'Università femminile di medicina di Tokyo, e nel 1955 ricevette il Fujin Bunka shô ("Premio culturale per le donne") e il Kun Shitô Hôkan shô (l'Ordine della Corona Preziosa di Quarta Classe). Fu inoltre consigliere supremo della Società dell'istruzione delle donne giapponesi e presidente della Società del Welfare delle donne.
In contrapposizione a Margaret Sanger, fu l'unica donna ad opporsi alle campagne a favore della contraccezione, in quanto riteneva che quest'ultima avesse un cattivo impatto sulla castità e sull'igiene personale. Grazie alla sua figura di medico e di moglie, divenne il simbolo dell'orgoglio nazionale del Giappone, della tradizione e dello spirito di sacrificio. Il suo senso civico la rese una leader della comunità femminile nipponica, nonché una mentore per tutte le donne che occuparono la scena politica, dirigenziale e sociale nel Giappone del secondo dopoguerra.